# Canoinhas
Canoinhas est une ville brésilienne du nord de l'État de Santa Catarina.

## Généralités
La municipalité de Canoinhas est connue comme la capitale mondiale du yerba maté. Elle se situe  sur les hauts-plateaux du nord de l'État de Santa Catarina. Son économie repose sur l'agriculture et l'exploitation forestière. Canoinhas est l'une des villes les plus froides du pays et connaît fréquemment la neige et gelées en hiver.

## Histoire
Canoinhas fut fondée en 1888 sous le nom de Santa Cruz de Canoinhas. Elle devient district en 1902, puis se sépare de Curitibanos en 1911. Elle fut le centre de la guerre du Contestado entre 1912 et 1916. Autour de 1930, une ligne ferroviaire, implantée pour créer une liaison jusqu'au district de Marcílio Dias, la relie à la voie principale entre São Paulo-Rio Grande do Sul et au port de São Francisco do Sul, ce qui constitue une grande évolution pour l'économie locale. La présence de yerba maté attira de nombreux immigrants de toutes origines (allemands, italiens, ukrainiens et japonais notamment), au début du XXe siècle.
Un des sujets les plus discutés concerne le nom de Santa Cruz de Canoinhas comme première dénomination de la ville. La localité se serait en fait effectivement appelée Canoinhas dès le début, selon la rivière qui la traverse. Le terme de Santa Cruz de Canoinhas n'apparut qu'après 1895 quand, selon la tradition, le fondateur de la ville, Francisco de Paula Pereira, en présence du  père jésuite João Maria Cybeo, érigea une croix au point le plus haut autour de la localité, inaugurant la première chapelle locale.

## Géographie
Canoinhas se situe par une latitude de 26° 10′ 38″ sud et par une longitude de 50° 23′ 24″ ouest, à une altitude de 839 mètres. Sa population était de 52 775 habitants au recensement de 2010. La municipalité s'étend sur 1 145 km2.

### Localisation
La ville se situe à 315 km de la capitale de l'État, Florianópolis. Elle est le principal centre urbain de la microrégion de Canoinhas, dans la mésorégion Nord de Santa Catarina.

### Sols et relief
Le relief de Canoinhas est constitué de hauts-plateaux au relief accidenté. Les sols sont très fertiles sur les zones planes bordant les rivières de la région.

### Ressources hydriques
La municipalité fait partie des bassins hydrographiques des rivières Iguaçú et Negro. Leurs principaux affluents sont les rio Paciência et rio Canoinhas. Le rio Tamanduá marque la limite avec Timbó Grande.

### Végétation
La végétation dominante dans la région est constituée d'araucarias, même si une grande partie a été victime de l'exploitation massive. Dans les sous-bois, on trouve du yerba maté en abondance.

## Administration
La municipalité est constituée de six districts :
- Canoinhas (siège du pouvoir municipal)
- Campo da Água Verde
- Felipe Schmidt
- Marcílio Dias
- Paula Pereira
- Pinheiros

## Villes voisines
Canoinhas est voisine des municipalités (municípios) suivantes :
- Três Barras
- Major Vieira
- Bela Vista do Toldo
- Timbó Grande
- Irineópolis
- Paula Freitas dans l'État du Paraná
- Paulo Frontin dans l'État du Paraná
- São Mateus do Sul dans l'État du Paraná